# Торричелла-Верцате
Торричелла-Верцате (італ. Torricella Verzate) — муніципалітет в Італії, у регіоні Ломбардія,  провінція Павія.
Торричелла-Верцате розташована на відстані близько 440 км на північний захід від Рима, 50 км на південь від Мілана, 19 км на південь від Павії.
Населення — 839 осіб (2014).

## Демографія
Населення за роками:

Станом на 1 січня 2023 року в муніципалітеті офіційно проживало 76 іноземців з 15 країн, серед них 36 громадян країн Євросоюзу та 7 громадян України.

## Сусідні муніципалітети
- Корвіно-Сан-Куїрико
- Морніко-Лозана
- Оліва-Джессі
- Робекко-Павезе
- Санта-Джулетта